# Ендру Проберт
Ендру Проберт (Индепенденс, 9. маја 1946) амерички је дизајнер који је осмислио свемирски брод Ентерпрајз за Звездане стазе: играни филм и Ентерпрајз-D за Следећу генерацију. Први пут је радио за телевизију на серији Battlestar Galactica (1978), за коју га је препоручио дизајнер Ралф Маквори. Поред осталог, Проберт је за ту серију дизајнирао сајлонске центурионе. Године 1978. добио је посао у фирми Robert Abel and Associates, која је тада радила на Звезданим стазама: играном филму. Након смене Ејбелове групе, прешао је у тим који је водио супервизор визуелних ефеката Даглас Трамбул. Проберт је углавном био задужен за технологију Земље и Вулкана: нови дизајн Ентерпрајза, свемирско бродоградилиште, пословни простор и превозну капсулу у орбити, грађевинске летелице „воркби“, вулкански шатл за велике раздаљине. За нову клингонску крстарицу скицирао је командни мост, којим је успоставио смернице за све будуће ентеријере клингонских бродова.